# Heinrich Isaac

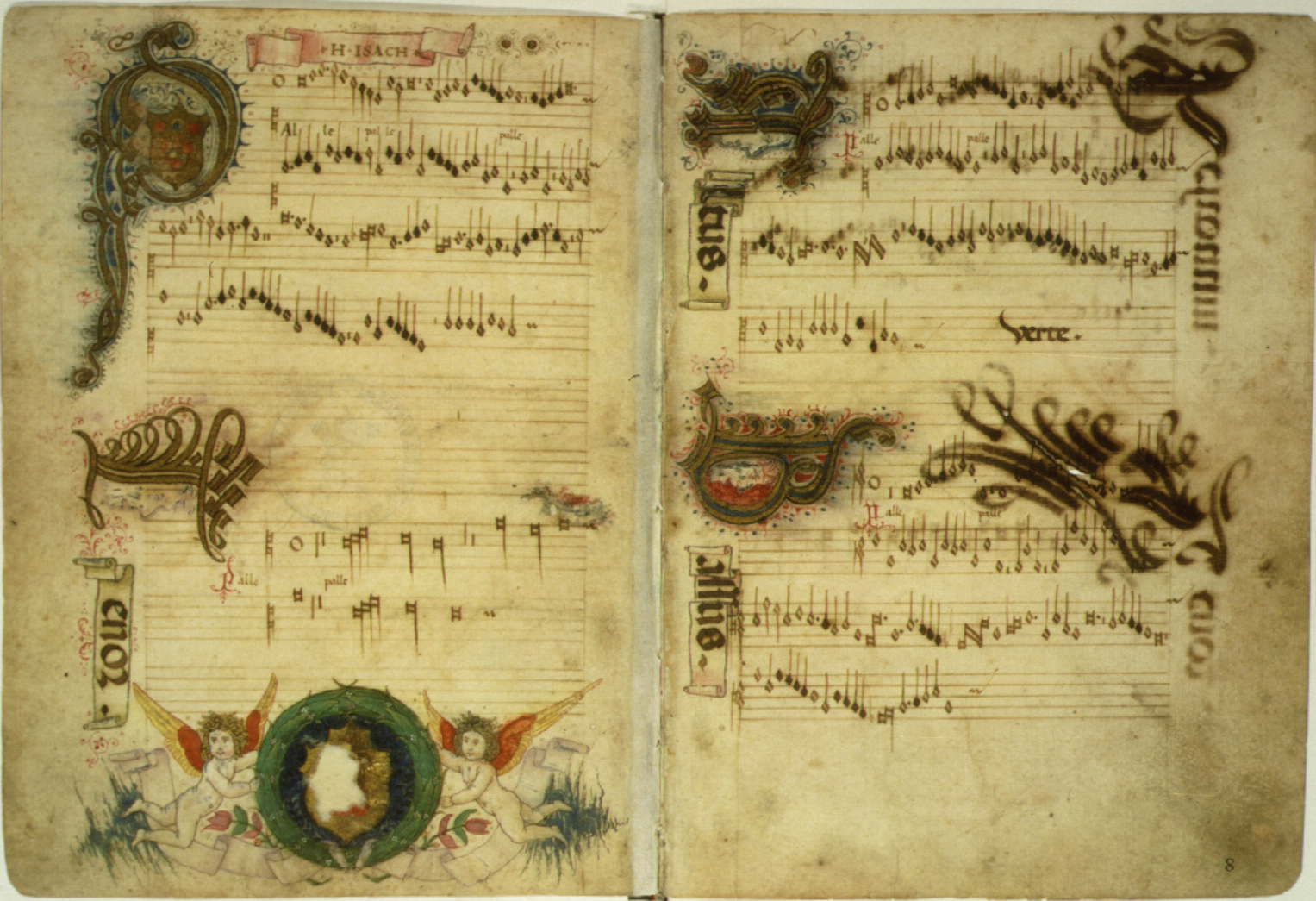
Canción Palle, palle.

Heinrich Isaac (Brabante, 1450-Florencia, 1517) fue un compositor flamenco del Renacimiento.
Pasó la mayor parte de su carrera en Italia, especialmente en Florencia, pero fue conocido como un sobresaliente representante del estilo neerlandés. Como compositor de la corte del emperador Maximiliano I de Habsburgo (desde 1497), le fue permitido viajar. Tuvo muchos estudiantes, como Ludwig Senfl, y tiene cierta importancia histórica en Alemania por ser el principal difusor del progresivo estilo septentrional.
La belleza y calidad de sus obras, más de 100 misas, docenas de motetes y canciones seculares, han inducido a muchos a considerarlo como el segundo de sus contemporáneos, sólo detrás de Josquin des Prez.

## Obras
- Innsbruck, Ich muss dich lassen (canción secular, coro a cuatro voces)